# حملة كيفو الشمالية 2008
تُعتبر حملة كيفو الشمالية لعام 2008 (بالانجليزية: 2008 Nord-Kivu campaign) نزاعًا مسلحًا في شرق مقاطعة كيفو الشمالية في جمهورية الكونغو الديمقراطية. شهد النزاع تصاعد عمليات العنف في كيفو الشمالية والذي تتضمن معاركًا عنيفة بين القوات المسلحة لجمهورية الكونغو الديمقراطية، بدعم من الأمم المتحدة، وميليشيات شعب توتسي بقيادة الجنرال لوران نكوندا.
أدى القتال، الذي بدأ في 25 أكتوبر، إلى ترحيل 250,000 من المدنيين عن أراضيهم - ما رفع مجموع الأشخاص الذين تم ترحيلهم في صراع كيفو إلى أكثر من 2 مليون شخص. تسببت هذه الحملة بنشوب اضطرابات مدنية على نطاق واسع ونقص كبير في الغذاء بما وصفته الأمم المتحدة بأنه «أزمة إنسانية ذات أبعاد كارثية». بعد أسبوع، أمرت قوات المتمردين بوقف إطلاق النار بين القوات المدنية والعسكرية في غوما. أدى استيلاء المتمردين على جميع الأراضي المحيطة بغوما إلى خلق مناخ بعيد كل البعد عن السلام، وتسبب أيضًا في أضرار سياسية واضحة، ودعا إلى التشكيك في فعالية حفظة السلام المتمركزين في المنطقة. بعد فترة قصيرة من وقف إطلاق نار الذي أمر به الجنرال لوران نكوندا، اندلع القتال مجددًا في 17 نوفمبر، وبعد ذلك تم الأمر بوقف إطلاق النار للمرة الثانية في 19 نوفمبر. ثم في 23 نوفمبر، تم إنشاء منطقة عازلة بين خطوط المتمردين وقوات الحكومة، والتي يُشار إليها باسم «ممر المساعدات الإنسانية» وذلك للسماح بنقل المساعدات إلى المراكز المدنية المعزولة. في 9 ديسمبر، بدأت محادثات السلام الثنائية بين وفود من حكومة الكونغو ومتمردي نكوندا. خفَّت حدة القتال الكبير بشكل ملحوظ بعد القبض على نكوندا في يناير عام 2009.
يُشار إلى حالة الصراع المستمرة التي تطغى على جمهورية الكونغو الديمقراطية منذ عام 1997 على أنها الأكثر دموية منذ الحرب العالمية الثانية إذ تقدر وكالات الإغاثة معدل الوفيات من 1200 حتى 1400 ضحية من المدنيين يوميًا.

## الخلفية
نشطت عمليات متمردي نكوندا في شمال كيفو، وهي مقاطعة متاخمة لبحيرة كيفو في شرق جمهورية الكونغو الديمقراطية، منذ عام 2004 عندما احتلوا بوكافو وزُعم أنهم ارتكبوا جرائم حرب هناك. تمثَّل هدف قوات نكوندا في حماية أقليات شعب توتسي، والتي يُعتقد أنها تفتقر إلى الحماية الكافية جراء تزايد هجمات الإبادة الجماعية التي يشنّها شعب الهوتو، والذين يعتقد نكوندا بدوره أنهم استفادوا من الدعم الحكومي خلال حرب الكونغو الثانية. في وقت سابق، في يناير عام 2008، شارك متمردو نكوندا في محادثات السلام؛ ثم انسحبوا في وقت لاحق زاعمين بأن أطرافًا أخرى قد حاولت اعتقال أحد أعضائهم، ليعودوا لاحقًا. انتهت المحادثات بمنح المتمردين الحصانة مقابل سحب قواتهم والسماح للمدنيين بإعادة التوطين.

## الجدول الزمني

### دفع قوات الدفاع الوطني (سي إن دي بي) ضد غوما
في 26 أكتوبر من عام 2008، استولى متمردو نكوندا على معقل عسكري كبير، إلى جانب سيطرتهم على حديقة فيرونغا الوطنية ذات الموقع الاستراتيجي الهام الواقعة على الطريق الرئيسي الذي يؤدي إلى مدينة غوما، وذلك بهدف استخدامها كنقطة انطلاق لعملياتهم. حدث هذا الأمر بعد فشل معاهدة السلام، ما أدى إلى نزوح الآلاف من المدنيين.
في 27 أكتوبر من عام 2008، بدأ المدنيون بإثارة أعمال الشغب حول مجمع الأمم المتحدة في مدينة غوما. رشق المدنيون المبنى بالحجارة وألقوا زجاجات مشتعلة داخل المبنى، زاعمين أن قوات الأمم المتحدة لم تفعل أي شيء لمنع تقدم قوات الدفاع الوطني (سي إن دي بي). شهدت قوات الجيش الوطني لجمهورية الكونغو «تراجعًا كبيرًا» في خطوطها على إثر ضغوطات قوات الدفاع الوطني. في الوقت نفسه، تم استخدام المروحيات الهجومية والمركبات القتالية المدرعة التابعة للأمم المتحدة في محاولة لوقف تقدم قوات الدفاع الوطني، الذين ادعوا أنهم على بعد 11 كيلومترًا (7 ميل) من مدينة غوما. أوضح المتحدث الخاص للأمين العام للأمم المتحدة آلان دوس ضرورة إشراك قوات الدفاع الوطني، مشيرًا إلى أنه «... لا يمكن للأمم المتحدة السماح بتهديد المراكز السكانية... لذا على الأمم المتحدة المشاركة في إنهاء الأمر». أثناء أعمال الشغب، حدثت حالة وفاة واحدة على الأقل بسبب تجمعات المتظاهرين.
في 28 أكتوبر من عام 2008، أُطلقت خمس قذائف صاروخية من نوع آر بي جي على قافلة من مركبات الأمم المتحدة التي تحمي طريقًا إلى العاصمة الإقليمية روتشورو، ما أدى إلى إلحاق الضرر بناقلتي جنود مدرعتين. بشكل نسبي، لم تتضرر قوات كونغو المسلحة، التي ضمّت بين صفوفها قوات من الجيش الهندي، على الرغم من إصابة الكولونيل إلى جانب اثنين من الأفراد الآخرين. استولت قوات الدفاع الوطني في وقت لاحق على مدينة روتشورو. في غضون ذلك، استمر المدنيون بإثارة أعمال الشغب، وفي بعض الحالات كانوا يرشقون قوات الكونغو المنسحبة بالحجارة، على الرغم من أن المتحدثة باسم الأمم المتحدة سيلفي فان دين وايلدنبرغ قد صرحت بأن الأمم المتحدة «عززت وجودها» في المنطقة».